# داتشيا كيشيناو
نادي داتشيا كيشيناو لكرة القدم (Fotbal Club Dacia Chișinău) هو نادي كرة قدم مولدوفي من مدينة كيشيناو، تأسس سنة 1999م. يلعب النادي حاليا في الدوري المولدوفي الوطني منذ عام 2002م.

## وصلات خارجية
- الموقع الرسمي